# Toxeutes dentifrons
Toxeutes dentifrons är en skalbaggsart som beskrevs av Aurivillius 1925. Toxeutes dentifrons ingår i släktet Toxeutes och familjen långhorningar. Inga underarter finns listade i Catalogue of Life.